# Alevitische Glaubensgemeinschaft in Österreich
Die Alevitische Glaubensgemeinschaft in Österreich (selbst gewählte Abkürzung ALEVI; türkisch: Avusturya Alevi İnanç Toplumu; Eigenbezeichnung bis 2015 Islamische Alevitische Glaubensgemeinschaft in Österreich, damals oft IAGÖ abgekürzt) ist eine seit 2013 in Österreich staatlich anerkannte Religionsgemeinschaft, die für sich beansprucht, alle ca. 60.000 bis 80.000 Aleviten in Österreich zu vertreten.
Der Anerkennung als Religionsgemeinschaft war 2010 die Anerkennung als eine eigenständige, eingetragene religiöse Bekenntnisgesellschaft vorangegangen. Wegen eines Streites innerhalb der verschiedenen alevitischen Vereine, ob die Aleviten dem Islam zuzurechnen oder eine vom Islam unabhängige Religion sind, kam es während dieses ersten Anerkennungsprozesses zu einer Spaltung.

## Prozess der Anerkennung
In Österreich ist der Islam seit 1912 durch das Islamgesetz anerkannt. Zur Vertretung der österreichischen Muslime konstituierte sich 1979 die Islamische Glaubensgemeinschaft in Österreich (IGGiÖ). Diese erfuhr mitunter heftige Kritik wegen sunnitischer Dominanz: einige muslimische Gruppen, darunter die Schiiten oder die Aleviten, fühlten sich von der IGGiÖ nicht oder nur unzureichend repräsentiert.
Am 23. März 2009 reichte der Kulturverein der Aleviten in Wien beim zuständigen Kultusamt (angesiedelt im Bundesministerium für Unterricht, Kunst und Kultur) einen Antrag auf Anerkennung der Islamischen Alevitischen Glaubensgemeinschaft als eingetragene Bekenntnisgemeinschaft ein. Dieser Antrag wurde zunächst mit der Begründung abgewiesen, es gebe mit der IGGiÖ bereits eine gesetzlich anerkannte Vertretung der Muslime in Österreich und eine zweite islamische Glaubensgemeinschaft sei nicht zulässig. Am 1. Dezember 2010 wurde diese Begründung vom österreichischen Verfassungsgerichtshof als verfassungswidrig aufgehoben, worauf bereits am 16. Dezember 2010 vom Kultusamt der Anerkennung stattgegeben wurde.
Im Zuge dieses Anerkennungsprozesses kam es zu einem Streit zwischen der Föderation der Aleviten-Gemeinden in Österreich und dem Kulturverein der Aleviten in Wien wegen des Verhältnisses zwischen Aleviten und Islam. Der Kulturverein ist der Meinung, die Aleviten seien eine islamische Konfession, weshalb der Name „Islamische Alevitische Glaubensgemeinschaft“ gewählt wurde. Die Föderation hingegen grenzt sich vom Islam ab und sieht die Aleviten als vom Islam unabhängige Religion an und stellte einen konkurrierenden Antrag auf Anerkennung als „Alevitische Glaubensgemeinschaft“ (explizit ohne den Zusatz „islamisch“).
Nach der für den Kulturverein erfolgreichen Anerkennung als islamische Bekenntnisgemeinschaft wurde das Ziel verfolgt, auch als Religionsgemeinschaft (mit erweiterten Privilegien und Pflichten) anerkannt zu werden. Dafür ist der Nachweis einer Mitgliederzahl in der Höhe von mindestens zwei Promille der österreichischen Bevölkerung (ca. 17.000 Personen) notwendig. Diese Hürde wurde 2013 genommen, worauf am 22. Mai 2013 die Anerkennung ausgesprochen wurde. 2015 strich die Glaubensgemeinschaft das Wort Islamisch aus ihrer Eigenbezeichnung.

## Organisation
Die ALEVI gliedert sich in den Bundesvorstand und zentralen Glaubensrat (Präsident Yüksel Bilgin) und in neun Glaubensgemeinden, die für jeweils ein österreichisches Bundesland zuständig sind.

## Aufgaben der Glaubensgemeinschaft
Die ALEVI sieht ihre Ziele unter anderem in der „lebendigen Erhaltung des Alevitentums“ sowie der „Betreuung und Erziehung ihrer Mitglieder nach der islamisch alevitisch-bektaschitischen Glaubenslehre“.